# 黑龙江大学校友列表
本列表收录在黑龙江大学（含历史上组成或并入的有关学校）学习过的知名人物。列表将人物粗分为数大类，并遵循各类人物不重叠的原则进行编辑。

## 政界

### 政府官员
- 阎明复：前中共中央统战部部长及全国政协副主席，前民政部副部长，前中华慈善总会会长
- 郑拓彬：对外经济贸易部部长和党组书记，中央委员
- 齐怀远：前外交部副部长，九届全国政协常委、外事委员会副主任委员。中共第13届中央候补委员，第14届中央委员
- 章金树：毛泽东主席翻译。
- 张左已：前黑龙江省省长，现任中国经济社会理事会副主席，中共第十六届中央委员
- 刘东辉：黑龙江省人大常委会副主任、党组书记
- 朱琳：国务院特区办公室研究室主任，李鹏之妻
- 叶正大：中将，高级工程师，新中国培养的第一批航空专家，叶挺之子
- 王力平：中共上海市委副书记，上海市政协副主席
- 姜大明：山东省委副书记、省长、省政府党组书记
- 吴国华：浙江省人大常委会副主任、民建八届中央常委，第九届全国政协委员
- 胡永柱：中将，成都军区政治部主任，政治局委员；
- 杜宇新：黑龙江省委副书记、中央候补委员
- 刘晓江：中将，海军政治部副主任，海军副政委、纪委书记，中央纪委委员。
- 姜增伟：商务部党组成员、副部长。
- 戴英禄：文化部艺术司副司长
- 于龙淮：航空航天部一院副院长，“澳星”和“长二捆”火箭副总指挥、总指挥
- 高以忱：国家安全部副部长

### 外交官
- 潘占林：历任中国驻吉尔吉斯斯坦、乌克兰、南斯拉夫联邦和以色列等国大使，现为政协第十届全国委员会委员
- 关恒广：首任驻乌兹别克斯坦大使，后为驻立陶宛大使
- 李凤林：前驻俄罗斯大使
- 潘占林：前驻南联盟大使
- 李凤林：前驻俄罗斯大使
- 张大可：前驻南斯拉夫等国大使
- 滕绍志：前驻保加利亚大使
- 侯志通：前中国裁军事务大使
- 王钢华：前驻厄瓜多尔大使
- 王弄笙：驻巴布亚新几内亚、萨摩亚大使
- 张联：驻斯里兰卡兼马尔代夫大使
- 王桂新：驻挪威、荷兰大使

## 学界、教育界
- 阎学通：清华大学国际问题研究所所长、国际关系学系系主任
- 薛虹：全球域名管理机构用户咨询委员会执行委员（中国唯一代表）
- 孟繁旭：黑龙江省律师协会会长
- 周艾若：鲁迅文学院院长
- 苑立波：哈尔滨工程大学理学院院长
- 邓振波：在香港城市大学访问学者
- 陆士桢：中国社会工作教育协会副会长
- 于海疆：世界外语导学中心顾问，《国外文摘》编委兼副总编辑，《汉英搭配大词典》编委
- 诸葛忆兵：中国人民大学中文系教授，博士生导师
- 吴谊群：中科院上海光机所高密度光存实验室主任、研究员、博士生导师
- 苏向祥：中华全国律师协会“民间对日索赔指导小组”委员。
- 何恩春：中国国外考试哈尔滨托福考试中心主考
- 黄铁聚：黑龙江大学外语教学研究会顾问
- 席泽宗：中国科学院院士
- 陆忠伟：中国军控学会副会长
- 王福祥：北京外国语大学外国语言文化研究院院长
- 李建中：中国数据库专业委员会副主任
- 力冈：著名翻译家
- 姚小平：北京外国语大学外国语言研究所所长
- 李战子：教育部高等学校英语专业教学指导分委员会委员
- 王铭玉：中国俄语教学研究会副会长
- 吴国华：教育部外语专业教学指导委员会副主任委员、俄语组组长
- 冯之林：美国华盛顿威尔逊国际学者研究中心前研究员
- 李锡胤：俄语泰斗，普希金奖金获得者；
- 黄忠廉：教育部重点研究基地俄语语言文学研究中心主任
- 华绍：普希金奖金获得者；
- 张家骅：教育部俄语研究基地主任；
- 刘英凯：深圳大学研究生导师组组长
- 贾玉新：哈尔滨工业大学英语学科带头
- 宁春岩：湖南大学认知科学研究所所长
- 季国清：原外语学刊副主编
- 郑军：博士生导师、全国百佳名师
- 甘阳：中山大学人文高等研究院院长，兼任博雅学院院长，通识教育总监
- 刘姝威：中央财经大学财经研究所研究员，中国企业研究中心主任

## 文学、艺术界
- 徐然：作家，杨沫之女
- 程文：“1990年世界儿童文学和平友谊奖”获得者
- 李山：画家，位列“胡润艺术榜”第34位
- 王阿成：哈尔滨市作协主席、市文联副主席，黑龙江省作协副主席
- 李龙云：中国当代十名优秀剧作家
- 哈金：（Ha Jin）：毕业于該校英文系，是美国畅销书WAR TRASH的作者。现在于波士顿大学（BOSTON UNIVERSITY）任教。惟一获得美国国家图书奖、 美国笔会/福克纳小说奖两项奖的作家。
- 梁宏达：著名中央的体育评论员
- 叶文：著名主持人

## 商界
- 傅建中：新洲集团的创始人
- 王铁光：大成生化执行董事，2005胡润百富榜， 第292名
- 于连成：中国机械电子（泰国）有限公司副董事长兼总经理和亚太电子(老挝)有限公司副董事长兼总经理。
- 刘克里：中国科技国际信托投资有限责任公司副总裁。
- 戴皓：湖北省残联副主席，合众人寿保险股份有限公司董事长
- 张志平：东英金融集团董事长，中国百富第十三名

## 其它
- 李莎：（原名叶丽萨维塔·基什金娜），“卫国战争期间英勇劳动奖章”获得者。李立三之妻
- 周正：国家登山队教练、总教练
- 臧伟强：国内著名收藏家臧伟强
- 何建章：“全国道德模范提名奖”获得者
- 陈顺达：“网络感动中国人物”奖获得者
- 汤天奇：2006“美少女”中国模特大赛冠军
- 曹长青：美籍华裔传媒工作者、评论作家
- 陈秋实：知名律师、公民记者